# Сигмен
Сигмèн е село в Югоизточна България, община Карнобат, област Бургас.

## География
Село Сигмен (преди това с. Бездарам Сеймен) се намира на около 47 km северозападно от центъра на областния град Бургас и около 7 km северно от общинския център град Карнобат. Разположено е в Карнобатската котловина, върху равен терен. През селото тече река Азмака, ляв приток на река Мочурица. Надморската височина в центъра на селото е около 172 m. Климатът е преходно-континентален.
Общински път се отклонява от второкласния републикански път II-73 на север, минава през Сигмен и води до село Раклица.
На около 2 km югозападно от селото минава железопътната линия София-Илиянци – Карлово – Карнобат – Комунари – Варна.
Землището на село Сигмен граничи със землищата на: село Невестино на запад и север; село Раклица на север; село Зимен на североизток; село Глумче на изток; град Карнобат на югоизток и юг; село Мъдрино на запад.

## История
След Руско-турската война 1877 – 1878 г., по Берлинския договор 1878 г. селото остава в Източна Румелия; присъединено е към България след Съединението през 1885 г. След Междусъюзническата война в 1913 година около 7-8 български семейства от Ерменикьой се заселват в Сигмен.

## Население
Населението на село Сигмен наброява 1107 души при преброяването към 1934 г. и 1120 към 1946 г., намалява до 453 към 1985 г. и 142 (по текущата демографска статистика за населението) към 2021 г.

### Етнически състав
Преброяване на населението през 2011 г.
Численост и дял на етническите групи според преброяването на населението през 2011 г.:
|                     | Численост |
| Общо                | 191       |
| Българи             | 103       |
| Турци               | -         |
| Цигани              | 5         |
| Други               | -         |
| Не се самоопределят | -         |
| Неотговорили        | 80        |

## Обществени институции
Село Сигмен към 2022 г. е център на кметство Сигмен.
В село Сигмен към 2022 г. има:
- действащо читалище „Светлина – 1922 г.“;[5][6]
- пощенска станция.[7]

## Известни личности
Родени в Сигмен
- Васил Вълев (1934 – 2021) – художник;[8][9]
- Иван Радев – художник.
- Славчо Чанев - писател, поет, културен деец.

## Други
Ледник Сигмен на остров Лиеж в Антарктика е наименуван в чест на село Сигмен.